# Tripp Vinson
Tripp Vinson es un productor de cine estadounidense. Es mejor conocido por producir las películas como Baywatch, San Andreas, Journey 2: The Mysterious Island, The Guardian, The Number 23, Red Dawn y Hansel & Gretel: Witch Hunters.
Vinson ha sido descrito por The New York Times como un "productor oficial que se especializa en películas de palomitas de maíz" y es bueno para producir películas mientras se adapta rápidamente a las tendencias cambiantes. Sus películas han recaudado colectivamente más de 1.500 millones de dólares en taquilla.

## Carrera
Vinson fue el socio productor de Beau Flynn hasta que se separaron en junio de 2011 después de una década de trabajar juntos.
En 2015, se anunció que Vinson estaba produciendo una precuela de acción real de Aladdin, titulada Genies.
En 2016, se anunció que Vinson iba a producir un spin-off de Snow White and the Seven Dwarfs titulado Rose Red.

## Vida personal
Vinson está casado con Adriana Alberghetti, una agente de talentos de WME. Se reveló que su despedida de soltero en Las Vegas había sido indirectamente la base de la trama de la película de comedia The Hangover. En 2022, la pareja compró una casa en el barrio Studio City de Los Ángeles por 5 millones de dólares.

## Filmografía

### Productor
- After the Sunset (2004)
- The Exorcism of Emily Rose (2005)
- The Guardian (2006)
- The Number 23 (2007)
- Choke (2008)
- The Rite (2011)
- What's Your Number? (2011)
- Journey 2: The Mysterious Island (2012)
- Red Dawn (2012)
- Battle of the Year (2013)
- Solace (2015)
- Eloise (2016)
- The Prodigy (2019)
- Ready or Not (2019)
- Murder Mystery (2019)
- Murder Mystery 2 (2023)
- Abigail (2024)

### Productor ejecutivo
- 11:14 (2003)
- Journey to the Center of the Earth (2008)
- Hansel & Gretel: Witch Hunters (2013)
- Intelligence (2014) (TV series)
- San Andreas (2015)